# Pocking
Pocking város Németországban, azon belül Bajorországban, Passau járásban. Lakossága 15 482 fő (2016. december 31.) 
Pocking Bad Füssing, Kirchham, Rotthalmünster, Tettenweis, Neuhaus am Inn, Suben, Sankt Marienkirchen bei Schärding, Antiesenhofen és Ruhstorf an der Rott községekkel határos.

## Közigazgatás
68 településrésze van:
- Anzing
- Aumühle
- Ausbach
- Bärnau
- Beham
- Berg
- Bruckhof
- Brunnader
- Doblham
- Edt
- Eggersham
- Erben
- Felding
- Gerau
- Gern
- Gstetten
- Haar
- Haid
- Haidhäuser
- Haidzing
- Hartkirchen
- Hub
- Hund
- Inzing
- Kapfham
- Koj
- Kojmühle
- Kollmannsöd
- Königswiese
- Kühnham
- Leithen
- Maierhof
- Mitterrohr
- Mooshaus
- Neuindling
- Niederindling
- Nöham
- Oberindling
- Oberrohr
- Oed
- Pfaffenhof
- Pfaffing
- Pimshof
- Pocking
- Poxöd
- Prenzing
- Reindlöd
- Reisting
- Reith
- Rottau
- Rottwerk
- Rutzing
- Schlupfing
- Schnellham
- Schönburg
- Spitzöd
- Stadlöd
- Steindorf
- Tannenbaum
- Thalling
- Unterrohr
- Veicht
- Viehweid
- Wasen
- Wolfing
- Wollham
- Zell
- Zieglhaus

## Népesség
A település népessége az elmúlt években az alábbi módon változott:
| Lakosok száma | 1085 | 3301 | 9572 | 11 152 | 14 956 | 15 076 | 15 482 | 15 837 | 16 223 | 16 509 |
|               | 1875 | 1950 | 1975 | 1987   | 2012   | 2014   | 2016   | 2017   | 2021   | 2023   |

## Emlékhelyek

### Magyar temető
1953-ban a Bajor Belügyminisztérium beleegyezett a Népszövetség a Német Hadisírokat Gondozó Szervezet javaslatába, hogy egy központi temetőt hozzanak létre az összes délbajor földön elesett magyar katona emlékére. Ezek a sírok akkoriban a szövetséges katonai kormányzat hatáskörébe tartoztak. Az akció engedélyezésére a kérvényt így az amerikai fökonzulátuson nyújtották be.
1954 novemberében a tervet engedélyezték. Bajorország 141 településén 1500 magyar sírt tártak fel. Pocking képviselő-testülete a tervet teljes mértékben támogatta, s a helyi temetőben egy 1000 négyzetméteres területet bocsátott a temető rendelkezésére.
1955-ben helyezték itt el az első hősi halottakat a sírok feliratozása mellett. Az elkövetkező években több száz magyar háborús áldozat került ide, akiket tömegsírokból exhumáltak azokban a helységekben, ahol a Népszövetség áttelepítő csoportja működött. 
A már meglevő sírokat, amelyek állapota biztosítottnak látszott, érintetlenül hagyták. 1961-re az akció befejezödött. A kegyeleti helyen 747 magyar, 115 településről talált itt örök nyugalomra. 107 halott neve ismeretlen. 618-an a német oldalon harcoló katonaként estek el. 129 civilt is találtak, közöttük 32 nőt és 56 gyermeket. Nevüket emléktábla és sírkertben álló kioszkban bronzból készült emlékkönyv örökíti meg.

### Koncentrációs tábor-emlékmű
Adolf Hitler 1933-as hatalomátvétele után a nemzetiszocialisták által sebtiben létrehozott 400 koncentrációs tábor egyike Flossenbürgben, Felső-Pfalzban volt, ahol a fogvatartottak kis csoportjainak a legnehezebb fizikai munkát kellett végezniük. 1945-ben egy ilyen szatellittábor alakult a waldstadti légibázison is.
A koncentrációs tábor egykori foglya, A. Perkal mérnök 1945-ben kezdte az emlékmű építését. Központja egy 17 méter magas obeliszk, amelynek a tönkrement életeket szimbolizáló letört csúcsa van. Műanyag tábla lóg az elektromos vezetéken, a felakasztott foglyokat szimbolizálva, rajta a halottak nevével, s hat nyelven írt megemlékező szöveggel. Az emlékhelyet a bajor állam gondozza.